# Liste der Regionen Griechenlands
Diese Liste versammelt die seit 1987 bestehenden Regionen Griechenlands, denen mit dem Kallikratis-Programm von 2010 ab dem 1. Januar 2011 die politische Selbstverwaltung zugesprochen wurde und die seither die mittlere, regionale Ebene der politischen Gliederung Griechenlands bilden. Bis Ende 2010 wurden sie vom griechischen Staat direkt über ernannte Generalsekretäre verwaltet und als „Verwaltungsregionen“ (Ez. griechisch διοικητική περιφέρεια Diikitikí periféria) bezeichnet. Seit 2011 tragen sie nur noch die Bezeichnung Περιφέρεια Periféria („Region“, Umschrift auch Perifereia).
Die Regionen untergliedern sich weiter in Regionalbezirke (περιφερειακή ενότητα Periferiakí enótita, wörtlich „regionale Einheit“), die weitgehend aus den ehemaligen Präfekturen hervorgegangen sind und bei der Zuteilung der Wahlbezirke für die Regionalräte eine Rolle spielen, deren Zusammensetzung bei den Regionalwahlen 2010 bestimmt wurde. Die Periféries bilden auch die NUTS-2-Ebene der EU-Statistik.
Außerdem listet die Aufstellung Flächenangaben und Einwohnerzahlen sowie die Anzahl der Gemeinden.
| Deutscher Name Griechischer Name (Amtliche Bezeichnung)                                                 | Griechischer Name (Amtliche Bezeichnung)                                    | Sitz         | Fläche km² | Einwohner | Ew./km² | Regionalbezirke                                                                                    | Gem. | Lage |
| --- | --------------------------------------------------------------------------- | ------------ | ---------- | --------- | ------- | -------------------------------------------------------------------------------------------------- | ---- | ---- |
| Attika (Attiki) (Periferia Attikis)                                                                     | Αττική (Περιφέρεια Αττικής)                                                 | Athen        | 3.809      | 3.814.064 | 1.001   | Athen-Zentrum Athen-Nord Athen-Süd Athen-West Piräus Inseln Ostattika Westattika                   | 66   |      |
| Epirus (Ipiros) (Periferia Ipirou)                                                                      | Ήπειρος (Περιφέρεια Ηπείρου)                                                | Ioannina     | 9.165      | 319.991   | 35      | Arta Ioannina Preveza Thesprotia                                                                   | 18   |      |
| Ionische Inseln (Ionia nisia) (Periferia Ionion nision)                                                 | Ιόνια νησιά (Περιφέρεια Ιόνιων νησιών)                                      | Korfu        | 2.307      | 204.532   | 89      | Ithaka Kefalonia Kerkyra Lefkada Zakynthos                                                         | 11   |      |
| Kreta (Kriti) (Periferia Kritis)                                                                        | Κρήτη (Περιφέρεια Κρήτης)                                                   | Iraklio      | 8.342      | 624.408   | 75      | Chania Iraklio Lasithi Rethymno                                                                    | 24   |      |
| Mittelgriechenland (Sterea Ellada) (Periferia Stereas Elladas)                                          | Στερεά Ελλάδα (Περιφέρεια Στερεάς Ελλάδας)                                  | Lamia        | 15.554     | 508.254   | 33      | Böotien Euböa Evrytania Fokida Fthiotida                                                           | 25   |      |
| Nördliche Ägäis (Vorio Egeo) (Periferia Voriou Egeou)                                                   | Βόρειο Αιγαίο (Περιφέρεια Βόρειου Αιγαίου)                                  | Mytilini     | 3.848      | 194.943   | 51      | Chios Ikaria Lesbos Limnos Samos                                                                   | 11   |      |
| Ostmakedonien und Thrakien (Anatoliki Makedonia ke Thraki) (Periferia Anatolikis Makedonias ke Thrakis) | Ανατολική Μακεδονία και Θράκη (Περιφέρεια Ανατολικής Μακεδονίας και Θράκης) | Komotini     | 14.179     | 562.201   | 40      | Drama Evros Kavala Rodopi Thasos Xanthi                                                            | 22   |      |
| Peloponnes (Peloponnisos) (Periferia Peloponnisou)                                                      | Πελοπόννησος (Περιφέρεια Πελοποννήσου)                                      | Tripoli      | 15.507     | 539.535   | 35      | Argolis Arkadien Korinthia Lakonien Messenien                                                      | 26   |      |
| Südliche Ägäis (Notio Egeo) (Periferia Notiou Egeou)                                                    | Νότιο Αιγαίο (Περιφέρεια Νότιου Αιγαίου)                                    | Ermoupoli    | 5.316      | 327.820   | 62      | Andros Kalymnos Karpathos-Kasos Kea-Kythnos Kos Milos Mykonos Naxos Paros Rhodos Syros Thira Tinos | 34   |      |
| Thessalien (Thessalia) (Periferia Thessalias)                                                           | Θεσσαλία (Περιφέρεια Θεσσαλίας)                                             | Larisa       | 14.052     | 732.762   | 52      | Karditsa Larisa Magnisia Sporaden Trikala                                                          | 25   |      |
| Westgriechenland (Dytiki Ellada) (Periferia Dytikis Elladas)                                            | Δυτική Ελλάδα (Περιφέρεια Δυτικής Ελλάδας)                                  | Patras       | 11.316     | 648.220   | 57      | Achaia Ätolien-Akarnanien Elis                                                                     | 19   |      |
| Westmakedonien (Dytiki Makedonia) (Periferia Dytikis Makedonias)                                        | Δυτική Μακεδονία (Περιφέρεια Δυτικής Μακεδονίας)                            | Kozani       | 9.471      | 254.595   | 27      | Grevena Florina Kastoria Kozani                                                                    | 13   |      |
| Zentralmakedonien (Kendriki Makedonia) (Periferia Kendrikis Makedonias)                                 | Κεντρική Μακεδονία (Περιφέρεια Κεντρικής Μακεδονίας)                        | Thessaloniki | 19.162     | 1.795.669 | 94      | Chalkidiki Imathia Kilkis Pella Pieria Serres Thessaloniki                                         | 38   |      |